# Hieracium bifidum
Hieracium bifidum là một loài thực vật có hoa trong họ Cúc. Loài này được Kit. ex Hornem. mô tả khoa học đầu tiên năm 1815.